# Jeticuçu
Ipomoea hederacea, chamada popularmente jeticuçu, é uma planta trepadeira ornamental da família das convolvuláceas. É originária da Ásia. Possui folhas finas  em formato de coração. As flores são azuis com tubo branco. O fruto é capsular. A raiz, tuberosa, é laxante.
"Jeticuçu" se originou do termo tupi yetiku'su, que significa "batata-doce" (yeti'ka) "grande" (-usu).